# Sân bay quốc tế Tường An Hạ Môn
Sân bay quốc tế Tường An Hạ Môn là sân bay đang xây dựng, phục vụ cho thành phố Hạ Môn của tỉnh Phúc Kiến, Trung Quốc. Sân bay sẽ thay thế sân bay quốc tế Cao Khi Hạ Môn và trở thành sân bay chính của thành phố khi nó hoàn thành vào năm 2023. Sân bay tọa lạc trên đảo Đại Đặng, quận Tường An, phía nam Nam An, Tuyền Châu. Vị trí sân bay cách Kim Môn 15 km, cách trung tâm Hạ Môn 25 km và cách trung tâm Tuyền Châu 44 km.

## Cơ sở vật chất
Sân bay sẽ có ba đường băng chiều dài 3.800 m (cấp 4F), một nhà ga diện tích 660.000 m² thiết kế theo phong cách kiến trúc đại thố (大厝) của vùng Mân Nam. Dự kiến, sân bay có thể đón 62 triệu lượt khách và 1 triệu tấn hàng hóa mỗi năm vào năm 2030, và sẽ được mở rộng để phục vụ 85 triệu khách và 2 triệu tấn hàng hóa vào năm 2040.

## Lo ngại về không phận
Việc sân bay chỉ cách sân bay Kim Môn 10 km nên hai sân bay có chung 70% không phận, đồng thời hướng đường băng cũng tương tự nhau gây ra lo ngại về an toàn hàng không.